# (9969) Braille
(9969) Braille ist ein Asteroid des Asteroiden-Hauptgürtels, der am 27. Mai 1992 von Eleanor Helin und Kenneth J. Lawrence am Palomar-Observatorium entdeckt wurde. Er ist etwa zwei Kilometer lang und einen Kilometer breit.
Der Asteroid wurde am 28. Juli 1999 zu Ehren von Louis Braille, dem Wegbereiter bei der Entwicklung der Blindenschrift, benannt.
Braille bewegt sich zwischen rund 1,3 astronomischen Einheiten (Perihel) bis 3,4 astronomischen Einheiten (Aphel) auf einer elliptischen Umlaufbahn um die Sonne. Die Bahn ist mit 29° stark gegen die Ekliptik geneigt, die Bahnexzentrizität beträgt 0,43.
Am 29. Juli 1999 passierte die Raumsonde Deep Space 1 den sehr dunklen Asteroiden in nur 28 km Entfernung. Aufgrund eines technischen Fehlers drehte sich allerdings die automatische Kamera der Sonde von dem Asteroiden weg, so dass keine Nahaufnahmen entstanden. Erst 15 Minuten nach dem Vorbeiflug – zu diesem Zeitpunkt hatte sich die Sonde bereits wieder auf 13.500 km entfernt – konnten Aufnahmen erstellt werden. Sie zeigen einen länglichen, sehr irregulären Himmelskörper.
Die spektrographischen Daten von Deep Space 1 entsprechen in der Zusammensetzung weitgehend denen von Vesta. Der Asteroid wird somit dem V-Typ zugeordnet. Vermutlich handelt es sich um ein Bruchstück des großen Asteroiden Vesta, das in der Vergangenheit infolge einer Kollision mit einem anderen Himmelskörper abgetrennt wurde.